# Équipe de France féminine de rugby à sept
Cet article traite de l'équipe féminine. Pour l'équipe masculine, voir Équipe de France de rugby à sept.
Pour les articles homonymes, voir Équipe de France de rugby et Équipe de France.
L’équipe de France féminine de rugby à sept est l'équipe qui représente la France dans les compétitions majeures de rugby à sept féminin. Elle participe à la série mondiale, au championnat d'Europe, et la Coupe du monde. Elle rassemble les meilleures joueuses de France sous le patronage de la Fédération française de rugby.
Les Bleues comptent un quart de finale de Coupe du monde en 2009 et une finale en 2018. L'Équipe de France de rugby à sept est championne d'Europe en 2007, et en juillet 2015 synonyme de qualification pour les Jeux olympiques de Rio 2016 où elle finira 6e. Elle se qualifie également pour les Jeux de Tokyo 2020 où elle atteint la finale et termine médaillée d'argent.

## Historique

### Coupe du monde 2009
La France prend part à sa première Coupe du monde lors de la première édition féminine qui réunit seize équipes en mars 2009 à Dubaï aux Émirats arabes unis. Elle termine en tête des matchs de poules malgré sa défaite lors du premier match face aux Pays-Bas (17 à 14). Lors du tableau final les Françaises sont éliminées par les Américaines sans avoir marqué le moindre point (19 à 0). Elle termine finalement à la 7e place de la compétition après un dernier match perdu contre le Canada (19 à 12).

### Débuts en série mondiale
Alors que s'ouvre la première édition des séries mondiales pendant la saison 2012-2013 (en), la sélection française prend part à la compétition en tant qu'équipe invitée pour deux des quatre tournois,,.

### Coupe du monde 2013
La France prend part à sa deuxième Coupe du monde lors de la deuxième édition féminine qui réunit seize équipes du 28 au 30 juin 2013 au stade Loujniki de Moscou en Russie. Elle termine troisième des matchs de poules derrière l'Angleterre et la Russie avec laquelle elle partage les points, les Russes, surprenantes vainqueurs de l'Angleterre dans le dernier match de la poule. Lors du tableau final pour la 9e place (Bowl), les Françaises battent largement la Tunisie avant d'être éliminées par les Fidji (10 à 12). Elles terminent finalement à la 11e place de la compétition, proches de leur 12e place obtenue lors de la première édition de la série mondiale, en 2012-2013.

### En route pour les Jeux olympiques 2016

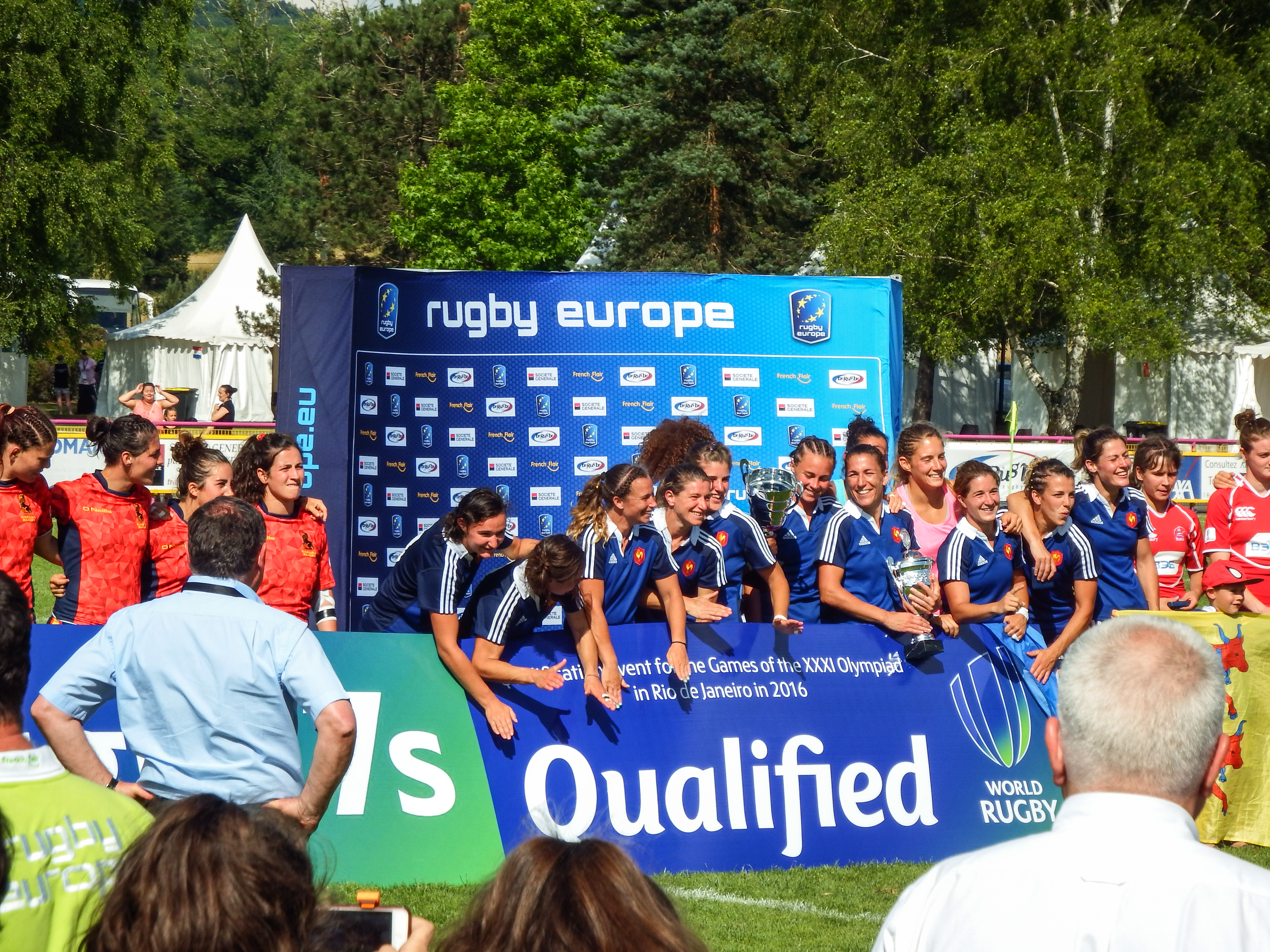
L'équipe de France féminine le 21 juin 2015, lorsqu'elle décroche sa qualification pour les Jeux olympiques de 2016.

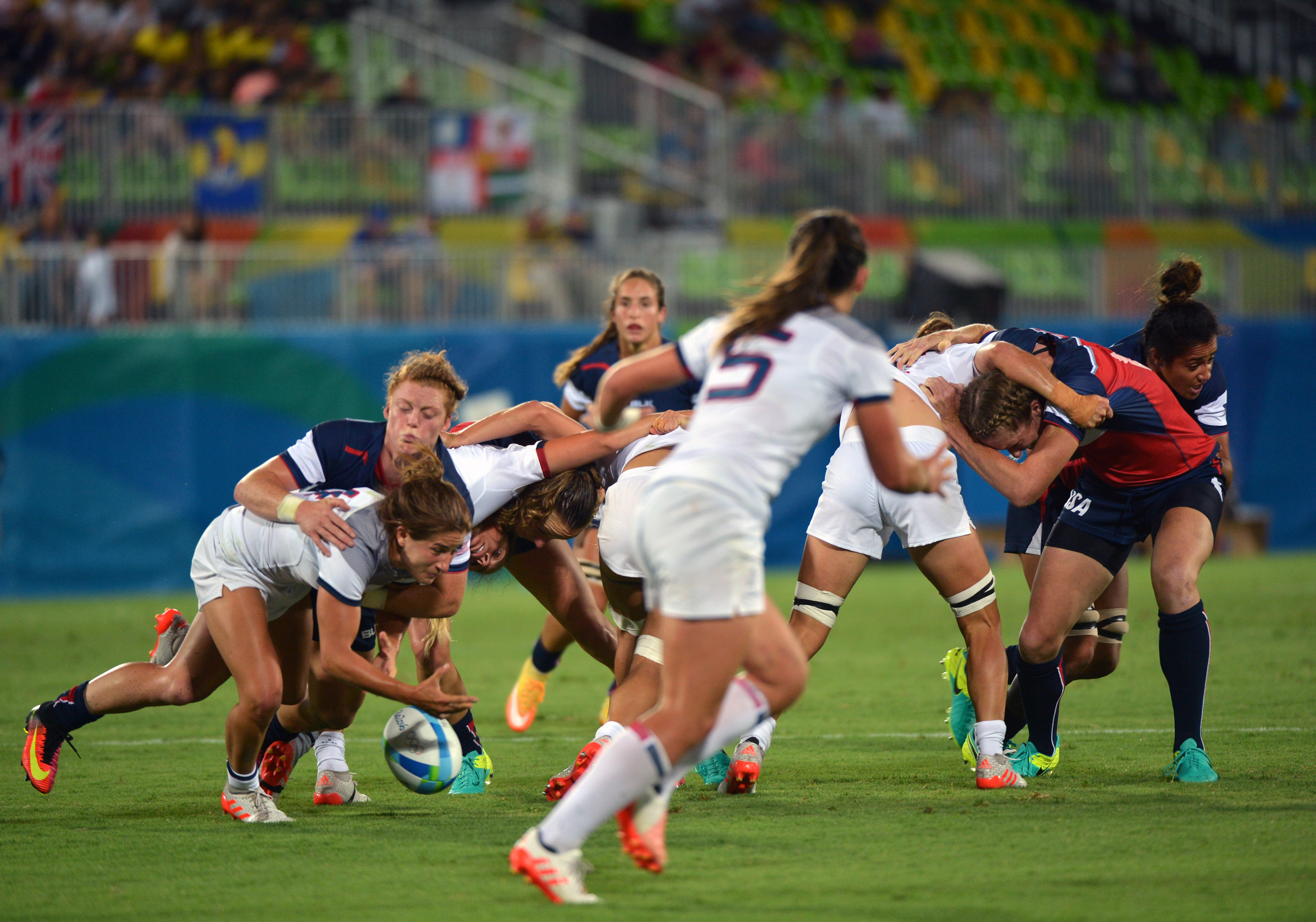
Les Françaises en attaque face aux Américaines lors de leur défaite 19-5 pour la 5e place aux Jeux olympiques de Rio.

Les Françaises sont surnommées « les enragées » depuis 2014 ; ce surnom tire son origine des propos d'un membre du staff de l'équipe nationale espagnole, à l'occasion d'un tournoi européen.
En vue de la qualification de la France aux Jeux olympiques d'été de 2016, à l'occasion desquels le rugby redevient un sport olympique, la France doit terminer première de la zone Europe en obtenant les meilleurs résultats cumulés sur les deux tournois du Seven's Grand Prix Series 2015. Après avoir échoué lors de la première étape à Kazan en finale face aux Russes (19-15), les Bleues prennent leur revanche lors de la seconde et dernière étape en remportant la demi-finale face à la même équipe (19-10). Elles remportent la finale face à l'Espagne (20-0) ainsi que le tournoi synonyme de qualification pour les Jeux olympiques de Rio en 2016.
Les Bleues commencent bien leurs premiers Jeux olympiques en signant deux victoires contre l’Espagne (24-7) et le Kenya (40-7). La France est ensuite largement défaite par la Nouvelle-Zélande (26-7) et termine à la deuxième place du groupe. Les Françaises s'inclinent finalement lors des quarts de finale du tournoi face aux Canadiennes (15-5), avant de perdre à nouveau en finale pour la cinquième place contre les Américaines (19-5) alors qu'elles avaient de nouveau battu les Espagnoles (24-12) dans le match précédent. Les Bleues terminent finalement sixièmes.

### Coupe du monde 2018
La France prend part à sa troisième Coupe du monde lors de la troisième édition féminine qui réunit seize équipes du 20 au 21 juillet 2018 à l'AT&T Park de San Francisco aux États-Unis, enceinte de 42 000 places dont l'équipe résidente est habituellement celle des San Francisco Giants (Major League Baseball). Elle devient vice-championne du monde, seulement battue en finale de la Cup par la Nouvelle-Zélande, championne du monde, mais après avoir éliminé outre le Japon largement au premier tour, en quarts l'équipe du Canada, tête de série n°3 du tournoi (sa « bête noire » au cours de leurs trois confrontations de la saison 2017-2018), puis en demi-finales l'Australie, récente vainqueure de l'édition 2017-2018 de la série mondiale et championne olympique en titre.

## Effectif actuel
La liste suivante indique les joueuses ayant été appelées dans le groupe France 7 au cours de la saison 2022/2023. Certaines sont sous contrat avec la FFR.
- Manager : Julien Candelon
- Entraîneur principal : David Courteix
- Entraîneur adjoint : Germain Igarza

| Nom                | Poste                        | Naissance         | Nationalité sportive | Club                               |
| ------------------ | ---------------------------- | ----------------- | -------------------- | ---------------------------------- |
| Chloé Pelle        | Pilier                       | 14 novembre 1989  | France               | Rugby Club Chilly-Mazarin          |
| Camille Grassineau | Talonneur, pilier ou ailière | 10 septembre 1990 | France               | Stade Français Paris               |
| Carla Neisen       | Trois-quart                  | 8 mars 1996       | France               | Blagnac rugby féminin              |
| Montserrat Amédée  | Demi de mêlée                | 13 mai 1996       | France               | Montpellier RC                     |
| Iän Jason          | -                            | 18 janvier 1997   | France               | Stade Toulousain                   |
| Valentine Lothoz   | -                            | 26 novembre 1995  | France               | Stade Rennais Rugby                |
| Joanna Grisez      | -                            | 5 octobre 1996    | France               | AC Bobigny                         |
| Yolaine Yengo      | -                            | 24 avril 1993     | France               | Stade Rennais Rugby                |
| Alycia Chrystiaens | -                            | 12 janvier 2001   | France               | Stade Villeneuvois Lille Métropole |
| Lou Noël           | -                            | 25 novembre 2000  | France               | AC Bobigny                         |
| Lili Dezou         | -                            | 8 juillet 2004    | France               | Stade Toulousain                   |
| Hada Traore        | -                            | 12 juin 1999      | France               | AC Bobigny                         |
| Séraphine Okemba   | -                            | 3 décembre 1995   | France               | Lyon OU                            |
| Lilou Graciet      | Demi d'ouverture             | 26 février 2004   | France               | Lyon OU                            |
| Lucy Hapoulat      | -                            | 3 mai 2001        | France               | AC Bobigny                         |
| Mathilde Coutouly  | -                            | 29 septembre 1998 | France               | Stade Toulousain                   |
| Maë Levy           | -                            | 9 novembre 2004   | France               | Montpellier RC                     |
| Margaux Ducès      | Demi de mêlée                | 19 août 2003      | France               | Stade Rennais Rugby                |
|                    |                              |                   |                      |                                    |

(En fonction des absences, des joueuses de rugby à XV peuvent être appelées pour disputer un tournoi parmi la liste « France 7 » constituée par la convention FFR/LNR).

## Équipes passées
La liste suivante indique les joueuses sélectionnées pour les Jeux olympiques de Rio en 2016,.
Le tableau suivant liste les joueuses sélectionnées pour la troisième édition de la Coupe du monde de San Francisco 2018 (en gras les joueuses sous contrat avec la FFR).
La liste suivante indique les joueuses ayant été appelées dans le groupe France 7 au cours de la saison 2017/2018.
La liste suivante indique les joueuses ayant été appelées dans le groupe France 7 au cours de la saison 2018/2019. Certaines (en gras) sont sous contrat avec la FFR.
La liste suivante indique les joueuses sélectionnées pour les Jeux olympiques de Tokyo en 2021.
La liste suivante indique les joueuses sélectionnées pour les Jeux olympiques de Paris en 2024.

## Personnalités de l'équipe de France
- Céline Allainmat (Rennes)
- Audrey Amiel (Montpellier)
- Pauline Biscarrat (Bobigny)
- Claire Canal (Perpignan)
- Laura Delas (Tarbes)
- Gina Di Muzio (Lille)
- Laura Di Muzio (Lille)
- Caroline Drouin (Rennes, FFR)
- Laürelin Fourcade (Bordeaux, FFR)
- Lina Guérin (Marcoussis, FFR)
- Clémence Gueucier (Bobigny, FFR)
- Camille Grassineau (Bordeaux)
- Fanny Horta (FFR)
- Shannon Izar (Lille MRCV, FFR)
- Caroline Ladagnous (Lons)
- Anaïs Lagougine (Bordeaux)
- Cathy Langelfeld (Perpignan)
- Christelle Le Duff (Perpignan)
- Marion Lièvre (Bobigny)
- Laurianne Lissar (Bayonne, FFR)
- Marjorie Mayans (Saint Orens)
- Chloé Pelle (Lille MRCV, FFR)
- Alexandra Pertus (Lille)
- Jade Ulutule (Rennes, FFR)
- Rose Thomas (Bordeaux)
- Jessy Trémoulière (Romagnat FFR)
- Amandine Vaupre (Caen)

## Entraîneurs
|   | Période d'activité | Nom              |
| - | ------------------ | ---------------- |
| 1 | 2006 - 2009        | Frédéric Pomarel |
| 2 | 2010 - 2024        | David Courteix   |
| 2 | 2024 - en cours    | Romain Huet      |

## Parcours

### Palmarès
| Coupe du monde (0)                         | Série mondiale (0) | Championnat d'Europe (4) | Jeux olympiques (0)              |
| ------------------------------------------ | --- | --- | -------------------------------- |
| - 2009 : 7e - 2013 : 11e - 2018 : - 2022 : | - 2013 : 12e (invitée) - 2014 : 8e (invitée) - 2015 : 6e - 2016 : 5e - 2017 : 7e - 2018 : - 2019 : 5e - 2020 : 4e - 2021 : - - 2022 : - 2023 : 4e - 2024 : | - 2003 : - 2004 : - 2005 : 5e - 2006 : 6e - 2007 : - 2008 : 5e - 2009 : 5e - 2010 : - 2011 : 5e - 2012 : - 2013 : - 2014 : - 2015 : - 2016 : - 2017 : - 2018 : - 2019 : - 2020 : - - 2021 : - - 2022 : 4e - 2023 : - 2024 : | - 2016 : 6e - 2020 : - 2024 : 5e |

### Parcours en Coupe du monde
Le tableau suivant récapitule les performances du 7 de France en Coupe du monde. Après deux premières éditions encourageantes, Les Françaises atteignent la finale de la Coupe du monde 2018 après avoir éliminé le Canada et l'Australie, têtes de série n°3 et 2.
| Édition            | Rang                 | Dernier match disputé          | Bilan          |
| ------------------ | -------------------- | ------------------------------ | -------------- |
| Dubaï 2009         | Demi-finaliste Plate | Canada 19 – 12 France          | 2 v, 0 n, 3 d  |
| Moscou 2013        | Demi-finaliste Bowl  | Fidji 12 – 10 France           | 2 v, 1 n, 2 d  |
| San Francisco 2018 | Finaliste Cup        | Nouvelle-Zélande 29 – 7 France | 3 v, 0 n, 1 d  |
| Cape Town 2022     | Demi-finaliste Cup   | Nouvelle-Zélande 38 – 7 France | 3 v, 0 n, 1 d  |
| Total              | Total                | Total                          | 10 v, 1 n, 7 d |

Légende : v = victoire ; n = match nul ; d = défaite.

### Parcours aux Jeux olympiques
Le tableau suivant récapitule les performances de l'équipe aux Jeux olympiques. Le rugby à sept a été introduit aux sports olympiques aux JO de Rio en 2016.
| Édition    | Rang      | Dernier match disputé           | Bilan         |
| ---------- | --------- | ------------------------------- | ------------- |
| Rio 2016   | 6e        | France 5 – 19 États-Unis        | 3 v, 0 n, 3 d |
| Tokyo 2020 | Finaliste | Nouvelle-Zélande 26 – 12 France | 5 v, 0 n, 1 d |
| Paris 2024 | -         | -                               | 0 v, 0 n, 0 d |

Légende : v = victoire ; n = match nul ; d = défaite.

### Bilan des finales jouées en série mondiale
- Mise à jour le 26 janvier 2020

|           | Cup | 3e | Plate | Bowl |
| --------- | --- | -- | ----- | ---- |
| Vainqueur | 0   | 1  | 3     | 0    |
| Finaliste | 1   | 13 | 7     | 2    |

#### Finales par niveau de tournoi
| Année     | Tournoi    | Place     | Score | Adversaire       |
| --------- | ---------- | --------- | ----- | ---------------- |
| 2017–2018 | Kitakyushu | Finaliste | 12-24 | Nouvelle-Zélande |

| Année     | Tournoi          | Place     | Score | Adversaire       |
| --------- | ---------------- | --------- | ----- | ---------------- |
| 2014–2015 | Dubai            | Finaliste | 5-10  | Canada           |
| 2014–2015 | São Paulo        | Finaliste | 0-19  | Canada           |
| 2014–2015 | Victoria         | Finaliste | 7-19  | Angleterre       |
| 2015–2016 | Dubai            | Finaliste | 5-10  | Angleterre       |
| 2015–2016 | Langford         | Finaliste | 12-19 | Australie        |
| 2016–2017 | Langford         | Finaliste | 12-26 | Australie        |
| 2016–2017 | Clermont-Ferrand | Finaliste | 7-36  | Canada           |
| 2017–2018 | Langford         | Finaliste | 5-21  | États-Unis       |
| 2017–2018 | Paris            | Finaliste | 10-17 | Canada           |
| 2018–2019 | Glendale         | Finaliste | 0-28  | Canada           |
| 2018–2019 | Kitakyushu       | Finaliste | 12-36 | États-Unis       |
| 2019–2020 | Glendale         | Finaliste | 14-31 | Nouvelle-Zélande |
| 2019–2020 | Le Cap           | Finaliste | 17-22 | Canada           |
| 2019–2020 | Hamilton         | Vainqueur | 19-14 | Australie        |

| Année     | Tournoi          | Place     | Score | Adversaire       |
| --------- | ---------------- | --------- | ----- | ---------------- |
| 2013–2014 | Guangzhou        | Finaliste | 0–19  | Angleterre       |
| 2014–2015 | Atlanta          | Finaliste | 17-26 | Australie        |
| 2014–2015 | Londres          | Finaliste | 0–19  | Angleterre       |
| 2014–2015 | Amsterdam        | Finaliste | 5-35  | Nouvelle-Zélande |
| 2015–2016 | São Paulo        | Vainqueur | 15-7  | Fidji            |
| 2015–2016 | Clermont-Ferrand | Vainqueur | 22-19 | États-Unis       |
| 2016–2017 | Sydney           | Finaliste | 12-31 | Fidji            |
| 2017–2018 | Dubaï            | Finaliste | 0-24  | Nouvelle-Zélande |
| 2017–2018 | Sydney           | Vainqueur | 19-5  | Espagne          |
| 2018–2019 | Sydney           | Finaliste | 17-19 | Canada           |

| Année     | Tournoi | Place     | Score   | Adversaire |
| --------- | ------- | --------- | ------- | ---------- |
| 2012–2013 | Dubai   | Finaliste | 12 - 26 | États-Unis |
| 2013–2014 | Dubai   | Finaliste | 10 - 14 | Fidji      |

#### Finales par tournoi
| Année     | Coupe    | Place     | Score | Adversaire |
| --------- | -------- | --------- | ----- | ---------- |
| 2019–2020 | 3e place | Finaliste | 17-22 | Canada     |

| Année     | Coupe | Place     | Score | Adversaire |
| --------- | ----- | --------- | ----- | ---------- |
| 2014–2015 | Plate | Finaliste | 0–19  | Angleterre |

| Année     | Coupe | Place     | Score | Adversaire |
| --------- | ----- | --------- | ----- | ---------- |
| 2016–2017 | Plate | Finaliste | 12-31 | Fidji      |
| 2017–2018 | Plate | Vainqueur | 19-5  | Espagne    |
| 2018–2019 | Plate | Finaliste | 17-19 | Canada     |

| Année     | Coupe    | Place     | Score | Adversaire |
| --------- | -------- | --------- | ----- | ---------- |
| 2014–2015 | 3e place | Finaliste | 0-19  | Canada     |
| 2015–2016 | Plate    | Vainqueur | 15-7  | Fidji      |

| Année     | Coupe    | Place     | Score | Adversaire |
| --------- | -------- | --------- | ----- | ---------- |
| 2014–2015 | 3e place | Finaliste | 7-19  | Angleterre |
| 2015–2016 | 3e place | Finaliste | 12-19 | Australie  |
| 2016–2017 | 3e place | Finaliste | 12-26 | Australie  |
| 2017–2018 | 3e place | Finaliste | 5-21  | États-Unis |

| Année     | Coupe    | Place     | Score | Adversaire |
| --------- | -------- | --------- | ----- | ---------- |
| 2013–2014 | 3e place | Finaliste | 0–19  | Angleterre |

| Année     | Coupe    | Place     | Score | Adversaire       |
| --------- | -------- | --------- | ----- | ---------------- |
| 2012–2013 | Bowl     | Finaliste | 12-26 | États-Unis       |
| 2013–2014 | Bowl     | Finaliste | 10-14 | Fidji            |
| 2014–2015 | 3e place | Finaliste | 5-10  | Canada           |
| 2015–2016 | 3e place | Finaliste | 5-10  | Angleterre       |
| 2017–2018 | Plate    | Finaliste | 0-24  | Nouvelle-Zélande |

Note:

- L'équipe de France à sept remporta le tournoi "non officiel" de Dubaï en 2009 contre une équipe exotique (Wooden Spoon Rugby) et fut battue en finale en 2010 par une équipe (Samurai Dubai) ayant incorporé plusieurs joueuses anglaises.

| Année     | Coupe    | Place     | Score | Adversaire       |
| --------- | -------- | --------- | ----- | ---------------- |
| 2014–2015 | Plate    | Finaliste | 17-26 | Australie        |
| 2018–2019 | 3e place | Finaliste | 0-28  | Canada           |
| 2019–2020 | 3e place | Finaliste | 14-31 | Nouvelle-Zélande |

| Année     | Coupe    | Place     | Score | Adversaire |
| --------- | -------- | --------- | ----- | ---------- |
| 2015–2016 | Plate    | Vainqueur | 22-19 | États-Unis |
| 2016–2017 | 3e place | Finaliste | 7-36  | Canada     |
| 2017–2018 | 3e place | Finaliste | 10-17 | Canada     |

| Année     | Coupe    | Place     | Score | Adversaire       |
| --------- | -------- | --------- | ----- | ---------------- |
| 2017–2018 | Cup      | Finaliste | 12-24 | Nouvelle-Zélande |
| 2018–2019 | 3e place | Finaliste | 12-36 | États-Unis       |

| Année     | Coupe    | Place     | Score | Adversaire |
| --------- | -------- | --------- | ----- | ---------- |
| 2019–2020 | 3e place | Vainqueur | 19-14 | Australie  |

| Année     | Coupe | Place     | Score | Adversaire       |
| --------- | ----- | --------- | ----- | ---------------- |
| 2014–2015 | Plate | Finaliste | 5-35  | Nouvelle-Zélande |